# 156 (číslo)
Sto padesát šest je přirozené číslo. Následuje po číslu sto padesát pět a předchází číslu sto padesát sedm. Řadová číslovka je stopadesátý šestý nebo stošest a padesátý. Římskými číslicemi se zapisuje CLVI. 156. dnem v roce je 5. červen (v přestupných letech 4. červen).

## Matematika
Sto padesát šest je
- abundantní číslo
- nešťastné číslo
- nepříznivé číslo

## Chemie
- 156 je neutronové číslo nejtěžšho známého izotopu curia a nukleonové číslo třetího nejběžnějšího izotopu gadolinia a současně nejméně běžného a zároveň nejlehčího přírodního izotopu dysprosia.[1]

## Doprava
- Silnice II/156 je česká silnice II. třídy na trase České Budějovice – Strážkovice – Trhové Sviny – Nové Hrady[2]

## Astronomie
- 156 Xanthippe je planetka hlavního pásu

## Komunikace
- Číslo 156 je v České republice telefonním číslem na městskou policii. Jedná se o tísňovou linku, na kterou je možné volat z mobilního telefonu i bez SIM karty.

## Roky
- 156
- 156 př. n. l.